# Anna Schultzen von Asten
Anna Schultzen von Asten (* 11. März 1848 als Anna Schmuttermayer von Asten in Wien; † 25. März 1903 in Charlottenburg) war eine österreichische Sängerin.

## Leben
Sie wuchs als eine Tochter des Juristen und Beamten Moritz Schmuttermayer von Asten im Wiener Gundelhof auf. Klavierunterricht erhielt sie von ihrer Schwester Julie, Gesangsunterricht von Emma Mampe-Babnigg und Pauline Viardot-García.
Zusammen mit ihrer Schwester Julie zog sie 1869 nach Berlin, wo sie ein Engagement an der Hofoper erhielt. Nach ihrer Heirat 1871 mit dem Mediziner Otto Schultzen und ging sie mit ihrem Mann nach Dorpat. Ihr Mann starb 1875.
Ihre Gesangskarriere führte sie durch Deutschland, England und die Niederlande. Ab 1874 unterrichtete sie an der Königlichen Hochschule für Musik, 1902 wurde sie zur Professorin ernannt.
Schultzen von Asten starb 1903 an den Folgen eines Verkehrsunfalls.